# Трнова Ружица
Трнова Ружица или Успавана лепотица (фр. La Belle au bois dormant), класична је бајка о принцези коју је зла вила проклела да спава сто година. Након тог периода згодни принц успеће да је пробуди. Арне-Томпсон-Утеров класификациони систем за народне приче је класификује као врста прича 410, што значи да укључује принцезу која је приморана на зачарани сан коју ће пробудити принц скидањем магије бачене на њу.
Најстарија позната верзија бајке налази се у причи Персефорест, састављеном између 1330. и 1344. године, а у 14. веку се јавља и каталонска верзија у форми поеме . Причу је први објавио Ђамбатиста Базиле под називом Сунце, месец и Талија у својој збирци прича Пентамерон (објављена постхумно 1634. године). Базилеову верзију је касније прилагодио и објавио Шарл Перо у свом делу Историје или приче ранијих времена 1697. Верзија коју су касније сакупљала и штампала Браћа Грим била је усмено преношена верзија књижевне приче коју је објавио Перо, али са новим детаљима укључујући трновиту ограду и проклетство.
Прича је прилагођавана много пута кроз историју и наставила се препричавати од стране савремених приповедача кроз различите медије. Познатије адаптације укључују балет Успавана лепотица Петра Иљича Чајковског и истоимени Волт Дизнијев анимирани филм из 1959. године.

## Радња

### Браћа Грим
Некада давно живели су краљ и краљица који су желели да се остваре као родитељи. Једног дана, док се краљица купала, видела је жабу (или рака у неким верзијама) која јој је обећала како ће за годину дана родити ћерку. Краљ и краљица су били јако срећни када им је жаба пренела добре вести, а када се Трнова Ружица родила, краљ је одлучио да направи велико славље за све у краљевству. Међу званицама се нашло и дванаест добрих вила (или у неким верзијама суђаје) уместо тринаест, колико их је и било у краљевству, јер је краљ имао само дванаест тањира. Краљ их је позвао у жељи да својој ћерки обезбеди што лепши живот.
Кад се славље примакло крају, виле су детету поклониле своје чаробне дарове: једна врлину, друга лепоту, трећа богатство, и тако редом све до дванаесте виле. Управо када се дванаеста спремала да да свој чаробан дар појавила се она тринаеста вила и у освети је проклела девојчицу да ће се на свој петнаести рођендан убости на вретено и да ће пасти мртва: „Нека се у својој петнаестој години краљева кћи убоде на вретено и умре!”
Сви су се узнемирили, али је тада у одају ушла дванаеста вила коју су прескочили и, како није могла да уклони пророчанство, ублажила га је: „Нека то не буде смрт, већ стогодишњи дубоки сан који ће снивати краљева кћи”.
 

У жељи да своје дете спаси ове судбине, краљ је наредио да се спале сва вретена у краљевству, али се баш на свој петнаести рођендан краљева кћи ипак убола на вретено и утонула у сан. У сан је утонуо и цео замак, а изван замка се развила трнова ограда која га је у потпуности сакрила. Вест о Трновој Ружици се проширила светом и многи принчеви су долазили до ње у покушају да је пробуде. Међутим, трновита ограда их је у томе спречавала: „Многи су младићи остајали да висе на трњу, не могавши се ослободити, те су тако бедно скончавали”.
Тачно у време када је стогодишњи сан требао да се заврши, појавио се један принц. Када је чуо причу о Трновој Ружици која спава у замку иза трнове ограде он је сакупио храбрости и покушао да дође до ње. „Када се краљевић примакао огради, то не беше трнова живица већ то беху све сами лепи цветови који су се сами од себе размицали и неозлеђеног га пропуштали, а затим би се опет састављали и претварали у живицу”.
Када је стигао у замак, принц је приметио да сви спавају и идући тако, стигао је у стару кулу у којој је спавала Трнова Ружица: „Ту је она лежала и била је заиста толико лепа да он није био у стању да од ње одвоји поглед него се саже и пољуби је”.
У том тренутку су се сви у замку пробудили и наставили да раде оно што су започели пре сто година. Убрзо се прославила и свадба принца и Трнове Ружице који су живели срећно до краја живота.

### Шарл Перо
Почетак бајке говори о краљу и краљици који дуго времена нису могли да имају деце, због чега су били веома несрећни. Једног дана, жеља им се остварила: родила им се девојчица. У знак рођења детета, краљ је организовао крштење на коме је у краљевски двор позвао седам вила и пред сваку поставио кутију од злата, са кашикама, виљушкама и ножевима. Када су сви сели да вечерају, на двор је ушла непозвана гошћа. Наиме, била је то стара вила за коју нико није знао да је жива. Осетивши се повређеном, посебно због тога што пред њу нису изнели златну кутију, стара вила је решила да се освети принцези. Међутим, једна од седам позваних вила чула је оно што је као претњу стара вила прошапутала, те је одлучила да се сакрије, како би могла да говори последња и тако поправи зло које ће старица учинити. Од добронамерних вила принцеза је добила лепоту, анђеоску нарав, умиљатост у свему што буде радила, таленат плеса, певања и свирања. Када је дошао ред на стару вилу она рече:
„На свој шеснаести рођендан,
  Пре него што сунце зађе,
  Принцеза ће се на вретено убости
  И заувек овај свет напустити!”
Када су чули чиме је стара вила даривала принцезу, сви у двору су занемели од страха, али је осма вила, она која се сакрила, изашла и последња даривала принцезу: „Немам моћ да поништим клетву, али мој дар ће ублажити проклетство и спасти принцези живот”. Вила је замахнула чаробним штапићем и тада се појавио лик уснуле девојке:
„Даром ћу својим наду вам дати
Умрети нећеш, то биће сан
Што велом својим сакриће дан,
Уснућеш тихо, ал' принчев ће знај,
Пољубац бити зле магије крај!”
Стрепећи за живот своје јединице, краљ је наредио да се сва вретена у краљевству забране, али је зло ипак морало да се догоди. Када је принцеза напунила шеснаест година, родитељи су је одвели у један од краљевских летњиковаца. Она је била веома знатижељна, па није издржала да не истражи читав летњиковац. Дошла је до поткровља, где је видела једну старицу како преде, а која није знала да је краљ забранио употребу вретена. Како принцеза никада пре није видела вретено, желела је и сама да проба да преде. Чим је почела, од своје непажње, принцеза се убола и онесвестила. Старица се уплашила и почела да дозива помоћ. То је чуо краљ и одмах је дотрчао. Када је видео своју ћерку наредио је да је сместе у најлепши део краљевства, у кревет од сребра и злата.
Краљ је затим наредио патуљку да пренесе вест вили која јој је дала овај дар. Чим је то чула, вила је села у своју ватрену кочију и брзо стигла у краљевство. Она је помислила да ће принцеза бити уплашена када се пробуди за сто година и види да су сви у краљевству умрли. Зато је узела свој чаробни штапић и успавала све у краљевству. Будући да су сви у краљевству спавали, око дворца је израсло трње.
Након сто година један краљевић је кренуо у лов. Учинило му се да види врх куле, али није могао да приђе од трња. Један сељак му је испричао да у кули спава принцеза и да ће се пробудити када дође краљевић да је пољуби. Краљевић је дошао до просторије у којој је лежала прелепа, уснула принцеза. Тада је краљевић пришао и пољубио принцезу и клетва је нестала. Сам краљевић је био веома збуњен, што је потврђивало његову љубав. Сви заједно у дворцу су играли и свирали, а увече су се краљевић и принцеза одмах венчали.
Ујутру  је краљевић морао да напусти принцезу, како би се вратио оцу. Краљевић је извесно време крио тајну да се оженио принцезом и није смео ништа да саопшти мајци јер је била „од рода чаробњака”.
За две године живота краљевић и принцеза су добили ћерку и сина и назвали их Зора и Дан. Након очеве смрти краљевић се прогласио краљем и довео жену и децу у двор, а онда их је поверио мајци, јер је морао да ратује против свог суседа.
Зла свекрва „људождерка” је захтевала да јој за ручак припреме девојчицу Зору да је поједе. Управник је спасио девојчицу тако што ју је одвео својој жени, а за краљицу је спремио јагњеће месо. Управник је спасио и малог Дана, јер је краљица и њега желела да поједе. Уместо њега сервирано јој је једно јаре. Као врхунац, краљица је хтела и своју снају да поједе, али управник је и њу спасио и одвео је у своју собу да види децу, а за јело је припремио кошуту.
Једне вечери краљица је шетала двориштем у потрази за неким месом које би могла да поједе. Тада је чула плач деце, били су то Зора и Дан. Љутита што је преварена, краљица је наредила да се донесе велика бачва пуна змија, и да се у њу баце принцеза, деца, управник и његова жена. Изненада се у двору појавио краљевић, кога нико није очекивао. Нико се није усуђивао да му објасни шта је значио тај призор, а краљица се од беса сама бацила у бачву, а гладне змије су је појеле.

## Анализа
Суровост појединих јунака и страх људи од злих сила, приближавају савременом читаоцу време у коме се одвијају догађаји у овој бајци.
Перо у бајци принцезу представља као позитивну јунакињу, која обасјава све својом лепотом: „Краљевна је била лепа као анђео, несвест није нимало  променила живе боје  њеног лица, образи су јој били ружичасти а усне као корал, само је имала склопљене очи али се могло чути како тихо дише па је по томе било јасно да није мртва. ” На једној страни је лепота краљевне коју су јој досудиле виле, а на другој  страни је уснула краљевна која је, иако у дубоком сну, задржала физичку лепоту”.
С друге стране, насупрот принцезиној лепоти и доброти, мајка „људождерка” је била толико охола да је хтела чак и своје унуке да поједе.
Крај бајке је срећан, али и праведан. Наиме, мајка „људождерка” је добила оно што је и заслужила: „Кад стара краљица разјарена целим догађајем скочи наглавце у бачву и у часу је поједоше гадне животиње које су по њеној заповести тамо и ставили”.
Поука бајке је: „Ко другоме јаму копа, сам у њу пада”.